# 渡辺広子
渡辺 広子（わたなべ ひろこ、6月19日 - ）は、日本の女性声優。アクセント所属。北海道帯広市出身。

## 来歴
北海道芸術高等学校卒業。アクセント付属養成所シャイン第10期生。

## 人物
方言は北海道弁。
趣味はシアタージャズ、ピアノ、中国拳法、ダジャレを考える事、スノーボード、一人旅。特技は卓球、水泳、スピードスケート。

## 出演
太字はメインキャラクター。

### テレビアニメ
- しまじろうのわお!（2014年、TVレポーター）
- イナズマイレブン アレスの天秤（2018年、取り巻き女子、灰崎の母、スポンサーアナウンス、お手伝いさん、奥野細道)

### 劇場アニメ
- 劇場版 ムーミン谷の彗星 パペット・アニメーション（2015年、スノークのお嬢さん）

### ゲーム
- Confidential Money 〜300日で3000万ドル稼ぐ方法〜（2012年、リンダ）
- レイトン教授VS逆転裁判（2012年、火刑の少女）
- ドラゴンクエストビルダーズ2 破壊神シドーとからっぽの島（2018年）
- エルダー・スクロールズ・オンライン The Elder Scrolls Online（エンバー）

### 吹き替え

#### 映画
- ある会社員（パク）
- 警察署長ジェッシイ・ストーン 4番目の真実（アメリア、ジェニイ〈マッケンジー・フォイ〉）
- ホイットニー・ヒューストン/スパークル（スパークル〈ジョーダン・スパークス〉）
- REC/レック3（ティータ）
- アウトロー（サンディ〈アレクシア・ファスト〉）
- スコッターズ　〜不法占拠者〜（ケリー〈ガブリエラ・ワイルド〉）
- ディセンダント（ロニー〈ダイアン・ドーン〉）
- ゲッタウェイ スーパースネーク（リアン・マグナ）
- ゴーン・ガール
- 海にかかる霧（ホンメ〈ハン・イェリ〉）
- ミケランジェロ・プロジェクト
- ナイト・チェイサー（リュディヴィーヌ〈ファニー・ヴァレット〉）
- ケープタウン（タラ）
- デッドプール（メーガン）
- 山猫は眠らない5 反逆の銃痕
- ヴィクター・フランケンシュタイン
- 五日物語―3つの王国と3人の女―（ヴァイオレット〈べべ・ケイブ〉）
- 地下に潜む怪人（スージー）
- 90 Minutes in Heaven（クリス）
- 愛のそよ風（マーシー）
- HE WHO DARES（マリー）
- ディバイナー 戦禍に光を求めて（ナタリア）
- 侵入者 消された叫び声（レイチェル・ウィナコット）
- ジョー・ダート 華麗なる負け犬の伝説（カトリーナ）
- エイミー、エイミー、エイミー! こじらせシングルライフの抜け出し方（ニッキー〈ヴァネッサ・ベイヤー〉）
- クレイジー・パーティー（アリソン〈ヴァネッサ・ベイヤー〉）
- ミッドナイト・エクスプレス（スーザン〈アイリーン・ミラクル〉）
- アイ・スピット・オン・ユア・グレイヴ アナザー（フランケル）
- バンブルビー（ティナ〈グレイシー・ドジーニー〉[4]）
- ハーレイ・クインの華麗なる覚醒 BIRDS OF PREY（エリカ〈ボヤナ・ノヴァコヴィッチ〉[5]）

#### ドラマ
- ブルーブラッド 〜NYPD家族の絆〜（ショーン）
- WITHOUT A TRACE/FBI 失踪者を追え!7（リサ、ジェイミー、ローレン）
- ザ・リターン（レナ・ウィンシップ〈ソフィー・ロウ〉）
- CSI:科学捜査班（シーズン10･11）
- シークレット・サークル
- プロジェクト・ランウェイ8（エリカ）
- プロジェクト・ランウェイ9（ベッキー・ロス）
- 主任警部アランバンクス2（ベッカ・スミス）
- スキップ・ビート! 〜華麗的挑戦〜
- BONES7（スーボブ・モーブリー、メグ・ビニクーム）
- アンダーカバー・ボス〜社長潜入調査〜4（ブリー）
- ゴシップガール5（ティナ）
- 孔子（少正卯(少年期）、魯王付寺人）
- メン・アット・ワーク（エリカ）
- レバレッジ 〜詐欺師たちの流儀5（ジュリエット）
- Dr.HOUSE8（アイリス）
- 百年の花嫁（オ・ジンジュ[6]〈パク・ジンジュ〉）
- スーパーナチュラル（シーズン9・10）（ハンナ、イングリッド）
- セルフリッジ 英国百貨店（ゴードン・セルフリッジ、バレリー・モーレル）
- コバートアフェア4（オリビア）
- オースティン&アリー2（シドニー）
- ダウントン・アビー4（マデリン）
- ダウントン・アビー6（アミリア）
- NCIS ネイビー犯罪捜査班4（ルビー）
- チャン・オクチョン（ジャギョン）
- リブ&マディ（5年前のジョーイ）
- ブラックリスト（シーズン1･2）（エリサ、ペッパー）
- クリミナル・マインド9（10代のシシー）
- HEROES REBORN/ヒーローズ・リボーン（エミリー・デュバル〈ガトリン・グリーン〉）
- エンジェルアイズ（チャ・ミンス）
- 私の残念な彼氏（チ・マルスク〈パク・ジンジュ〉）
- NCIS:ニューオーリンズ（ローレル・プライド〈シャンリー・キャズウェル〉）
- VINYL－ヴァイナル－（ペニー）
- ジェシカ・ジョーンズ（ホープ・シュロットマン〈エリン・モリアーティ〉）
- Bitten―わたしを愛した狼―（ペイジ）
- ティーン・スパイ K.C.（ピンキー）
- ロマノフ家の末裔 〜それぞれの人生〜 第8話「すべてを持つ者」（オンディーヌ〈ヘラ・ヒルマー〉）
- コウラン伝 始皇帝の母（司徒月〈ジャン・イーシー〉[7]、弄玉）
- 王女ピョンガン 月が浮かぶ川（タラ・ジン〈キム・ヒジョン〉[8]、少女時代ピョンガン）
- サイテーでサイコーの週末（ハリー）
- レイブンのウチはチョー大変！シーズン3（ベイリー）
- マダム・セクレタリーシーズン1（フー・シンペイ）

#### アニメ
- 学園NINJA ランディ（デビー・カン）
- スター・ウォーズ/クローン・ウォーズ（バニー）
- ぼくはクラレンス!（ベイカー先生[9]）
- LEGO スター・ウォーズ:ドロイド・テイルズ（パドメ・アミダラ）
- ケアベア カズンズ（チアベア）
- おっはよー!アンクル・グランパ（ジャイアント・リアル・フライング・タイガー、コンピューター、ヒッピー女、ビリー、リッチー）
- タッドの大冒険〜失われたミダス王の秘宝〜（ティファニー）
- LEGO スーパー・ヒーローズ:ジャスティス・リーグ〈地球を救え!〉（サターンガール〈カリ・ウォールグレン〉）
- ディセンダント キケンな世界（ロニー〈ダイアン・ドーン〉）
- ウルフボーイとなんでも工場（ザンドラ）
- 白蛇２：青蛇興起（青）

### テレビ
- えどがわ区民ニュース（メインキャスター）

### ナレーション
- ドキュメンタリー+「東京家学」（フジテレビ+（プラス））